# Keith Mackay
Pour les articles homonymes, voir Mackay.
Keith Mackay est un footballeur puis entraîneur néo-zélandais, né le 8 décembre 1956 à Wellington. Il évolue au poste de milieu de terrain du milieu des années 1970 à la fin des années 1980.
Il joue notamment au Gisborne City AFC, à Nelson United AFC, avec qui il remporte la Coupe de Nouvelle-Zélande en 1977, et au Manurewa AFC, où il gagne le championnat en 1983. Il compte 36 sélections pour un but inscrit en équipe de Nouvelle-Zélande et dispute la Coupe du monde 1982 avec la sélection néo-zélandaise.

## Biographie
Keith Mackay naît le 8 décembre 1956 à Wellington et évolue dans les rangs juniors au sein du Western Suburbs. Il intègre les rangs de l'équipe première de Gisborne City AFC en 1974. Après deux saisons au club, il rejoint les rangs du Nelson United AFC, avec qui il remporte la Coupe de Nouvelle-Zélande en Division 2. Le club remporte en fin de saison la Ligue centrale et, la saison suivant, s'impose en finale de la Coupe de Nouvelle-Zélande. Après trois années avec ce club, il retourne en 1979 au Gisborne City AFC, tombé en Division 2, et gagne, en fin de saison, le titre en Ligue centrale.
Surnommé « Buzzer », Keith Mackay fait ses débuts en équipe nationale le 20 août 1980, face au Mexique, les Néo-Zélandais s'imposent sur le score de quatre buts à zéro. Sélectionné pour la Coupe du monde 1982,, il dispute les trois rencontres face à l'URSS, le Brésil et l’Écosse.
En 1983, il signe au Manurewa AFC et gagne le championnat en fin de saison puis, la saison suivante, remporte pour la deuxième fois la Coupe. Il dispute au total 44 rencontres pour trois buts inscrits avec le Manurewa AFC
. Il connaît, le 20 octobre 1984, sa dernière sélection face aux Fidji, match où les deux équipes se séparent sur un match nul un but partout. Après deux années en ligue inférieure au Eden FC et au Mt Roskill, il dispute la saison 1987 à North Shore United AFC, sa dernière année en Division 1.
Responsable des sports au sein des comtés de Manukau, il continue le football jusqu'à l'âge de 46 ans en étant soit joueur, soit entraîneur-joueur au sein de club de la Ligue du nord.

## Palmarès
- Champion de Nouvelle-Zélande en 1983 avec Manurewa AFC.
- Vainqueur de la Coupe de Nouvelle-Zélande en 1977 avec Nelson United AFC et en 1984 avec Manurewa AFC.
- Finaliste de la Coupe de Nouvelle-Zélande en 1978 avec Nelson United AFC.
- Vainqueur du Challenge Trophy en 1984 avec Manurewa AFC et en 1987 avec North Shore United AFC.
- Finaliste du Challenge Trophy en 1981 avec Gisborne City AFC.
- Champion de la Ligue du centre (division 2) en 1976 avec Nelson United AFC et 1979 avec Gisborne City AFC.

- 36 sélections pour un but inscrit avec la Nouvelle-Zélande